# Laraquete
Laraquete (mapudungún: Barbilla abultada), es una localidad chilena ubicada a 20 km al norte de la ciudad de Arauco, en el acceso norte a la provincia homónima en la región del Biobío. Su población es de 4.605 habitantes.

## Historia
Los hallazgos arqueológicos dan cuenta de un poblamiento de la zona de Laraquete desde hace unos 3000 años. Al llegar allí los mapuche, se asentaron a lo largo de toda esa zona costera, dando origen al pueblo de los lafkenche. La primera expedición de españoles llegó en 1550, al mando de Juan Pastene. Las comunidades mapuche se resistieron fuertemente a la invasión, dando paso a sucesivas batallas que se prolongaron por más de dos siglos. Varias leyendas locales y explicaciones míticas sobre el significado de las piedras cruces aluden a los caídos en la guerra de Arauco.
En 1554 tuvo lugar la primera gran victoria del pueblo mapuche en la batalla de Marihueñu. Una división al mando de Francisco de Villagra, quien había sido recientemente designado en Valdivia Gobernador de Chile y se había autodenominado General en Jefe, partió desde Concepción el 20 de febrero dispuesto a castigar a los indígenas que  resistían al mando de Lautaro la invasión de los castellanos en su territorio. Tras dos días de marcha por terreno complejo, llegó con sus hombres al fértil valle de Andalicán (probablemente lo que hoy se denomina Colcura) y para su sorpresa, constataron que el lugar había sido abandonado por sus habitantes, en su mayoría indígenas que hasta ese momento no participaban del levantamiento. Las casas y plantaciones desiertas hicieron sospechar a al maestre Reinoso que los indios planeaban alguna trampa o emboscada, de modo que mandó a destruir implacablemente casas y sembrados. Aunque, por su parte hubiese preferido mayor cautela — Reinoso era un hábil estratega y experimentado combatiente de los indios —  Villagra ajeno a toda idea de peligro, ordenó continuar la marcha, de modo que al tercer día arribaron a la zona de Marihueñu y Laraquete. Allí fueron sorprendidos por los indígenas que se habían concentrado allí por miles (según Barros Arana, pueden haber sido entre 4000 y 5000). Mientras los españoles dormían, los indígenas habían construido sigilosamente empalizadas que los rodeaban completamente. En el momento en que los castellanos se deciden a retirarse, lo que se produce es una fuga desesperada y caótica al ver cerradas todas las salidas, desorden que provoca aún más bajas. La derrota de los españoles es absoluta. Según relata la crónica de Diego de Rosales, murieron «noventa y seis españoles 
y muchos indios amigos» en el cerro que más tarde, en homenaje a los caídos pasaron a denominar «Cerro Villagrán», a media legua del Río Laraquete.
El asedio posterior de los españoles fue desplazando más al sur los escenarios de la Guerra de Arauco. En Laraquete se construyó un fuerte español (en San Lupercio), donde se estableció más tarde un grupo de misioneros jesuitas.
| Laraquete.-—Aldea del departamento de Arauco situada en la ribera sur del riachuelo de su nombre cerca de su boca. Es de una población de 520 habitantes, y tiene correo, telégrafo y una estación del ferrocarril, que va por la villa de Carampangue á las minas de carbón de Maquegua, á 25 kilómetros de Lota que deja á la parte norte. —Francisco Solano Asta-Buruaga y Cienfuegos, Diccionario Geográfico de la República de Chile (1897) |

Más adelante, en los siglos XVII y  XVIII, se constituyeron en el territorio las primeras haciendas de los colonos españoles, (el primer registro de propiedad que consta en Laraquete es del año 1730).
La localidad vuelve a ocupar un lugar protagónico en el transcurso de la Guerra de la Independencia. La historiografía recoge aquí un suceso bélico denominado la «Guerra a Muerte», donde españoles y criollos se enfrentan de manera terminal. El desenlace tuvo lugar finalmente en 1824, con un episodio denominado la «Sorpresa de Laraquete», uno de los combates finales del general Freire contra los realistas, que resultó decisivo para la derrota definitiva de los últimos.

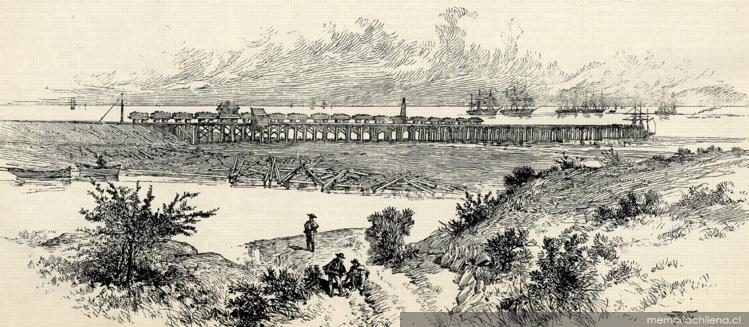
Embarcadero de carbón en Laraquete. Ilustración publicada en The Illustrated London News el 17 de agosto de 1889

A fines del siglo XIX apenas se instaura la paz, es la explotación del carbón de Maquehua, Peumo, Colico y Quilachanquin la actividad económica principal que acaba dando sentido y forma definitiva al asentamiento humano en Laraquete como aldea y puerto de embarque. El carbón llegaba hasta el puerto en el primer ferrocarril que entró en funciones al sur del río Biobío. Los yacimientos de carbón eran de propiedad de Mariano Prado Ugarteche, presidente de Perú. Laraquete se había transformado así, en la última década del siglo, en una localidad próspera y de gran importancia comercial en Arauco. No solamente el carbón, sino también todos los productos agropecuarios de la zona se embarcaban en el muelle construido en Laraquete para su distribución nacional. Es en estos años donde se desarrollan los primeros avances en transportes y comunicaciones y se mejoran algunos servicios urbanos. Además del teléfono y el telégrafo, el transporte ferroviario se agiliza y en cuanto al marítimo, incluso se llegaron a construir algunos barcos en un astillero local. El puerto recibe también productos importados, es la época de oro de la localidad.

### Catástrofes
La ocurrencia de sismos de gran magnitud y tsunamigénicos es relativamente frecuente en toda la Región del Biobío. Dos de estos eventos se cuentan entre los cinco más destructivos de toda la historia humana: los terremotos de 1960 y de 2010. A consecuencia de este último, cuyo epicentro fue en el mar chileno de la zona, Laraquete sufrió los embates del maremoto que se produjo en esa región costera y dejó la caleta completamente destruida. La principal masa de agua de la ola de tsunami, aprovechando la desembocadura del río Laraquete, entró río arriba por su lecho, destrozando una gran cantidad de viviendas, principalmente de la ribera norte.
En 2015 un incendio forestal de grandes proporciones que se mantuvo activo por casi una semana, consumiendo más de 2000 hectáreas de plantaciones de bosque en Laraquete. Una gran parte del área afectada se trataba de terrenos de la empresa Forestal Arauco. A partir del quinto día, la acción coordinada de brigadistas de esta empresa, bomberos y personal de la CONAF lograron mantener alejado el fuego  de la zona poblada de Laraquete, gracias a que afortunadamente cambió la dirección del viento.

## Economía y turismo

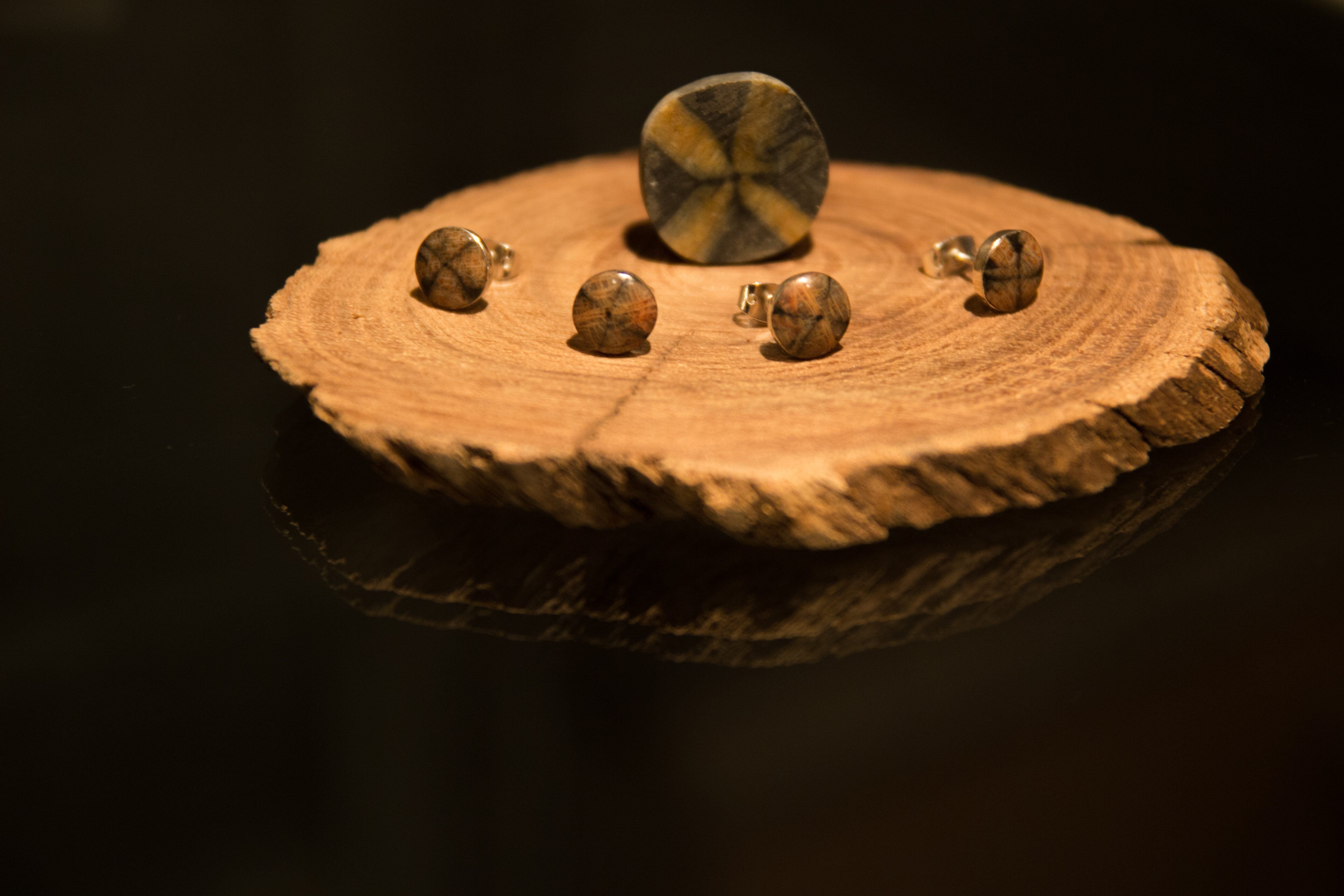
Artesanía en Piedra Cruz, Laraquete

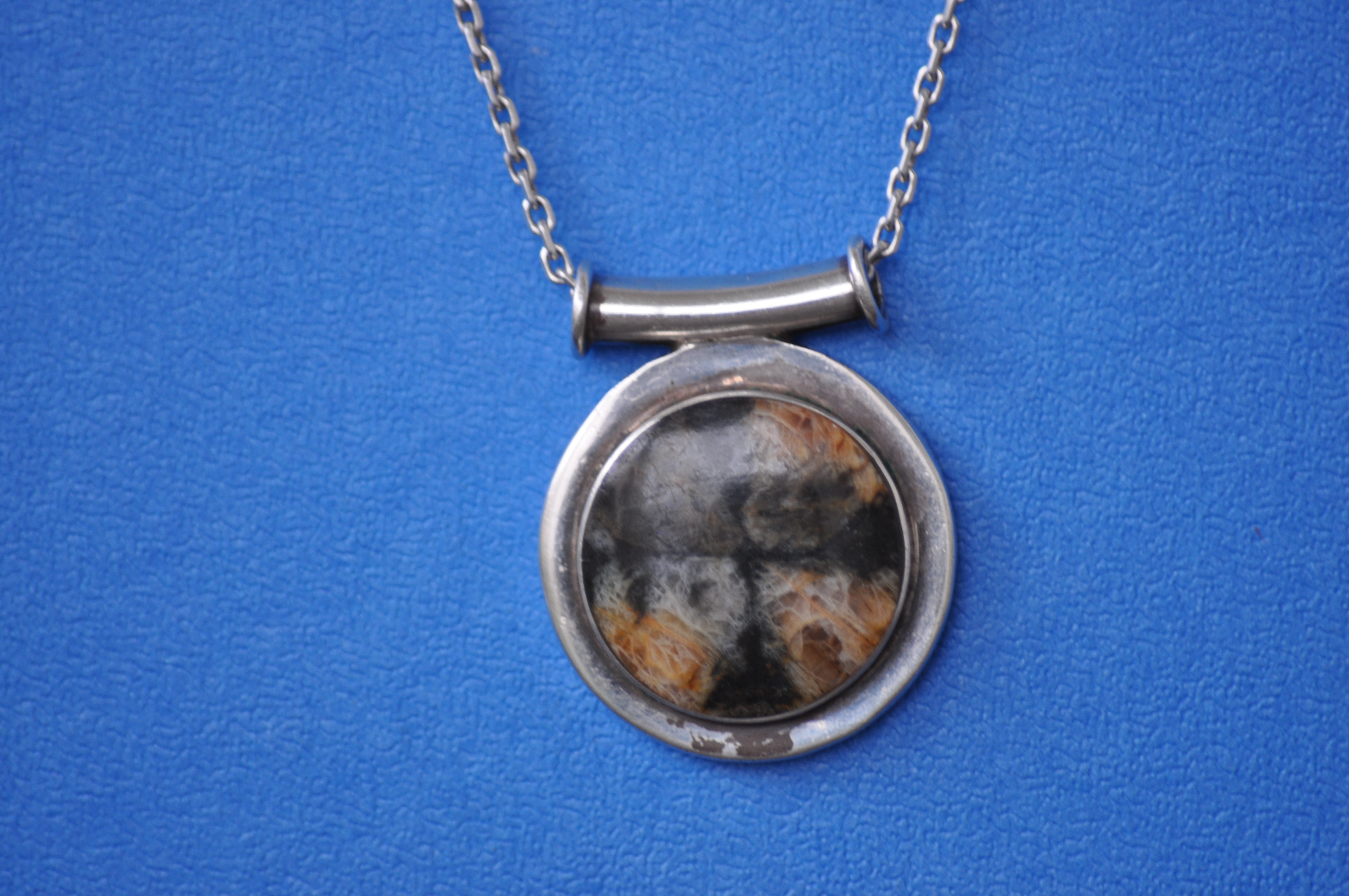
Quiastolita («piedra cruz») de Laraquete

La localidad de Laraquete está ubicada al inicio del borde costero del golfo de Arauco. Considerada «la puerta de entrada al turismo de  la zona»,  recibe  anualmente 25 000 visitantes. El Servicio Nacional de Turismo de Chile ha designado en 2016 a Laraquete como una de las 10 zonas de mejor potencial turístico en la zona del Golfo de Arauco y ha destinando fondos especiales para el desarrollo de su infraestructura.  Su playa de arenas blancas y finas tiene una extensión de 3 km se cuenta entre las más concurridas de la provincia de Arauco. El mar en la zona del balneario es de escaso oleaje, apto para la pesca deportiva y el windsurf. En la costanera existen diferentes juegos e instalaciones recreativas. Posee además una caleta de pescadores, roqueríos, venta de artesanías en piedra cruz y restaurantes donde se degustan comidas preparadas con productos del mar. 
En los alrededores, destaca la quebrada El Cajón, también denominado río Las Cruces, un curso de agua que baja desde la Cordillera de Nahuelbuta y que constituye uno de los dos afluentes del río Laraquete. El río lleva este nombre porque en su lecho hay rocas de distintos tamaños con una cruz en su centro. Estas piedras, escasas y llamativas, se cortan y pulen para confeccionar joyas y otros accesorios decorativos, lo que constituye la principal artesanía típica de la zona. Aunque conocidas localmente como «piedras cruces», se trata de un mineral denominado andalucita, que en su variedad quiastolita, presenta inclusiones carbonosas (de grafito) que conforman la cruz característica (en un corte transversal).

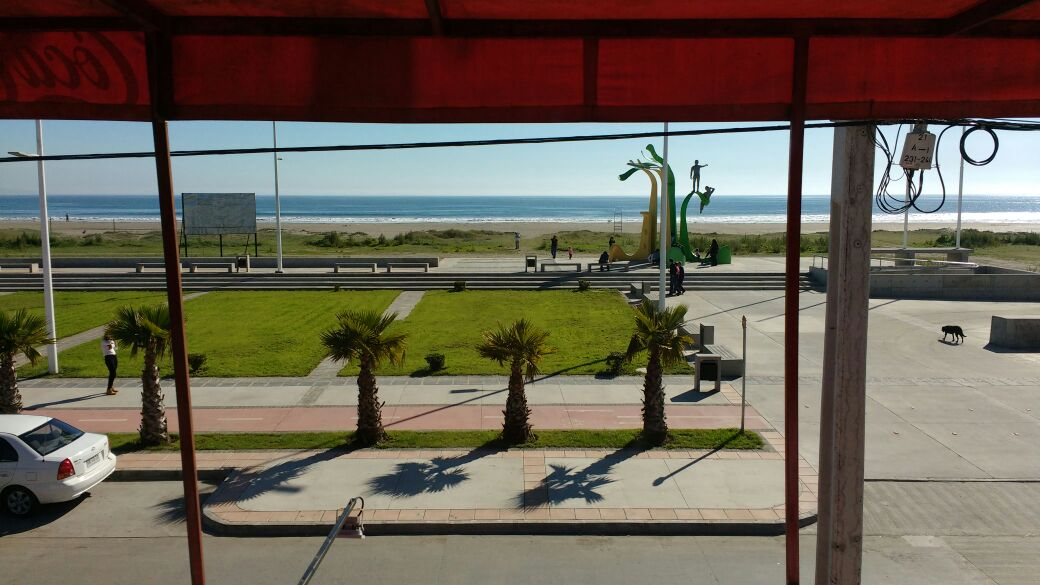
Costanera de Laraquete en 2017 vista desde un restaurante

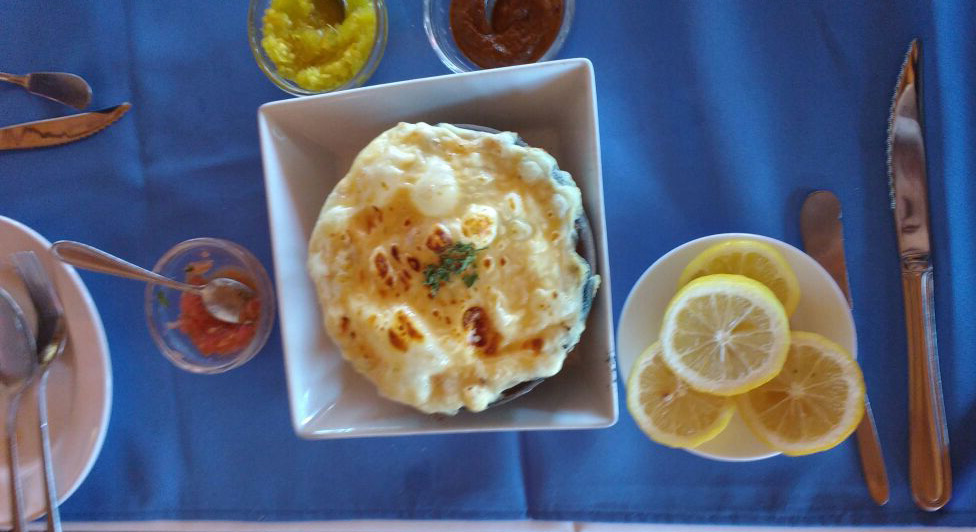
Chupe de mariscos en Laraquete

La pesca artesanal es una actividad central en la zona. Asociados en organizaciones como el «Sindicato de Pescadores de Laraquete», o también «STI-Buzos Mariscadores Caleta Laraquete», organizan colectivamente la explotación de los recursos pesqueros y bentónicos del área, en épocas recientes, también a través de cultivos.
Otra actividad económica es el comercio y la gastronomía. Las mujeres que venden tortillas de rescoldo y marisco a quienes transitan por el sector en la carretera se conocen en la localidad como las "palomitas blancas". 
En 2015 se realizó en Laraquete una importante obra de remodelación urbanística que tiene como eje central la construcción de una costanera y contempla además diversas obras paisajísticas de áreas verdes, con bancas para descanso, arreglos decorativos y de iluminación. El proyecto incluyó juegos infantiles, máquinas de ejercicios y otras instalaciones deportivas (multicanchas, skatepark y ciclovías), como asimismo una plaza central.

## Accesos y transporte
Desde Concepción se accede por la Ruta 160. A través de transporte público se puede llegar utilizando las diversas líneas de buses que operan en la zona (Jeldres, Jota Ewert (TurBus), Los Alces, Expresos del Carbón, Línea Azul o Sol de Lebu).